# Silver Spring

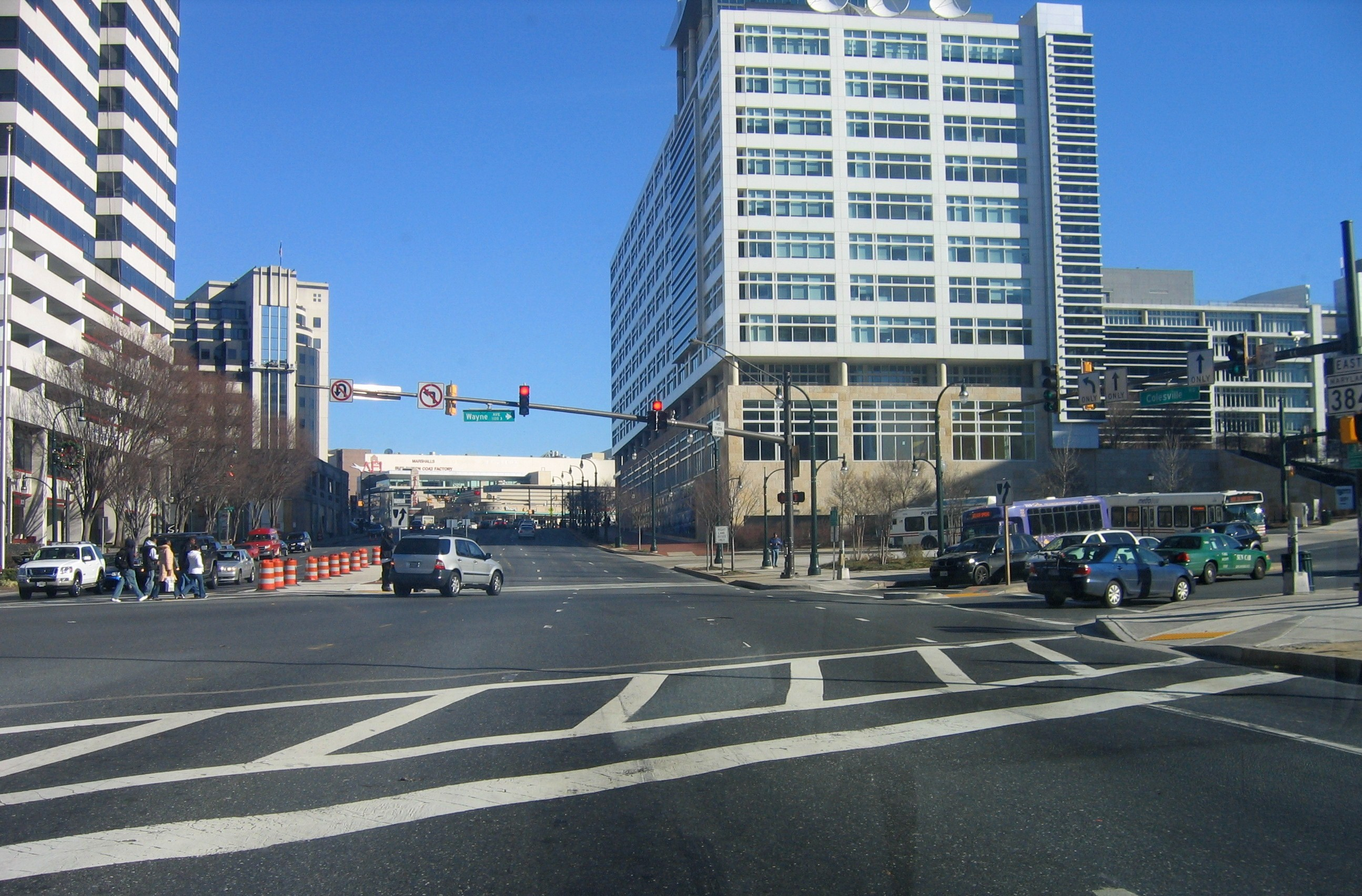
En gatukorsning i Silver Spring.

Silver Spring är en tätort som inte bildar en egen kommun och en census designated place i Montgomery County, Maryland, USA. Arean är 20.5 km2. Silver Spring är en förort till Washington DC. 

## Befolkning
Silver Spring har en befolkning om  71 452 invånare enligt 2010 års folkräkning. 45,7 % av dessa är vita. 

## Historia
Silver Spring har tagit sitt namn från redaktören och politikern Francis Preston Blairs sommarresidens. 